# 安樂站
安樂站（日语：／ Anraku eki */?）是一個位於鹿兒島縣曾於郡志布志町安樂（現時志布志市志布志町安樂）的日本國有鐵道（國鐵）志布志線車站。在1987年（昭和62年）3月28日與志布志線一同停用。

## 停用前車站結構
- 單面月台1面1線。
- 無人站。

## 歷史
- 1925年3月30日：志布志線由大隅松山伸延至志布志[1]，為中途站。
- 1984年2月1日：車站成為無人站。
- 1987年3月28日：與志布志線一同停用。

## 鄰近車站
日本國有鐵道
志布志線
伊崎田站 - 安樂站 - 中安樂站